# Marius Ungureanu
Marius Petru Ungureanu (* 17. Mai 1994 in Vatra Dornei, Kreis Suceava) ist ein ehemaliger rumänischer Biathlet. Er nahm an den Olympischen Spielen 2018 teil.

## Sportliche Laufbahn
Marius Ungureanu sammelte erste internationale Erfahrungen bei den Jugendweltmeisterschaften 2011. Im Folgejahr erzielte er beim gleichen Ereignis mit Rang 9 im Einzel seinen ersten Top-10-Platz und wurde mit der Staffel Elfter. Zu Beginn der Saison 2012/13 gab der Rumäne sein IBU-Cup-Debüt, bestritt aber weiterhin größtenteils Juniorenwettkämpfe. 2014/15 war er schließlich beständiger Teil im IBU-Cup und erzielte konstant Ergebnisse unter den besten 40, darunter auch ein 16. Rang im Sprint von Duszniki-Zdrój. Ungureanus größter Erfolg kam im August 2015 bei den Juniorenbewerben der Sommerbiathlon-WM in seiner Heimat, er gewann die Silbermedaille im Sprint und arbeitete sich im Verfolger trotz sechs Schießfehlern zum Sieg vor. Der Winter 2015/16 verlief zwar insgesamt weniger erfolgreich, trotzdem bestritt der Rumäne seine erste EM und nahm am Saisonende auch erstmals an Weltmeisterschaften teil, womit er sein Debüt auf der höchsten Rennebene gab und 91. des Einzels sowie 18. im Staffelrennen mit George Buta, Cornel Puchianu und Remus Faur wurde. In der Saison 2016/17 lief Ungureanu zu Beginn einige Staffelrennen im Weltcup, wurde nach dem Jahreswechsel aber wieder in den IBU-Cup versetzt, wo der größte Erfolg der 16. Platz im Einzel der Europameisterschaft war. Auch im Folgewinter lief er auf der zweithöchsten Rennebene und wurde als Bestergebnis am Arber einmal 18. Abschluss und Höhepunkt der Karriere Marius Ungureanus war das Sprintrennen bei den Olympischen Spielen 2018 in Pyeongchang, welches er allerdings als 87. und damit letzter abschloss. Zudem war er Fahnenträger für sein Heimatland. An weiteren Rennen nahm der Rumäne nicht mehr teil.

## Statistiken

### Weltcupplatzierungen
Die Tabelle zeigt alle Platzierungen (je nach Austragungsjahr einschließlich Olympische Spiele und Weltmeisterschaften).
- 1.–3. Platz: Anzahl der Podiumsplatzierungen
- Top 10: Anzahl der Platzierungen unter den ersten zehn (einschließlich Podium)
- Punkteränge: Anzahl der Platzierungen innerhalb der Punkteränge (einschließlich Podium und Top 10)
- Starts: Anzahl gelaufener Rennen in der jeweiligen Disziplin
- Staffel: inklusive Mixed- und Single-Mixed-Staffeln

| Platzierung | Einzel | Sprint | Verfolgung | Massenstart | Staffel | Gesamt |
| ----------- | ------ | ------ | ---------- | ----------- | ------- | ------ |
| 1. Platz    |        |        |            |             |         |        |
| 2. Platz    |        |        |            |             |         |        |
| 3. Platz    |        |        |            |             |         |        |
| Top 10      |        |        |            |             |         |        |
| Punkteränge |        |        |            |             | 4       | 4      |
| Starts      | 2      |        |            |             | 4       | 6      |

### Olympische Winterspiele
Ergebnisse bei Olympischen Winterspielen:
|                                             | Einzelwettbewerbe | Einzelwettbewerbe | Einzelwettbewerbe | Einzelwettbewerbe | Staffelwettbewerbe | Staffelwettbewerbe |
| Einzel                                      | Sprint            | Verfolgung        | Massenstart       | Herrenstaffel     | Mixedstaffel       |                    |
| ------------------------------------------- | ----------------- | ----------------- | ----------------- | ----------------- | ------------------ | ------------------ |
| Olympische Winterspiele 2018 \| Pyeongchang | –                 | 87.               | –                 | –                 | –                  | –                  |

### Biathlon-Weltmeisterschaften
Ergebnisse bei den Weltmeisterschaften:
| Weltmeisterschaften | Weltmeisterschaften | Einzelwettbewerbe | Einzelwettbewerbe | Einzelwettbewerbe | Einzelwettbewerbe | Staffelwettbewerbe | Staffelwettbewerbe |
| Jahr                | Ort                 | Einzel            | Sprint            | Verfolgung        | Massenstart       | Herrenstaffel      | Mixedstaffel       |
| ------------------- | ------------------- | ----------------- | ----------------- | ----------------- | ----------------- | ------------------ | ------------------ |
| 2016                | Oslo                | 91.               | –                 | –                 | –                 | 18.                | –                  |

### Jugend-/Juniorenweltmeisterschaften
Ungureanu nahm bis 2013 an den Jugend-, ab 2014 an den Juniorenwettkämpfen teil.
| Weltmeisterschaften | Weltmeisterschaften | Einzelwettbewerbe | Einzelwettbewerbe | Einzelwettbewerbe | Herrenstaffel |
| Jahr                | Ort                 | Einzel            | Sprint            | Verfolgung        | Herrenstaffel |
| ------------------- | ------------------- | ----------------- | ----------------- | ----------------- | ------------- |
| 2011                | Nové Město          | 71.               | 67.               | –                 | –             |
| 2012                | Kontiolahti         | 9.                | 30.               | 47.               | 11.           |
| 2013                | Obertilliach        | 9.                | 57.               | 52.               | DNS/10. 1     |
| 2014                | Presque Isle        | 28.               | 47.               | 42.               | –             |
| 2015                | Minsk               | 17.               | 22.               | 13.               | –             |